# 夏尔·德·洛林

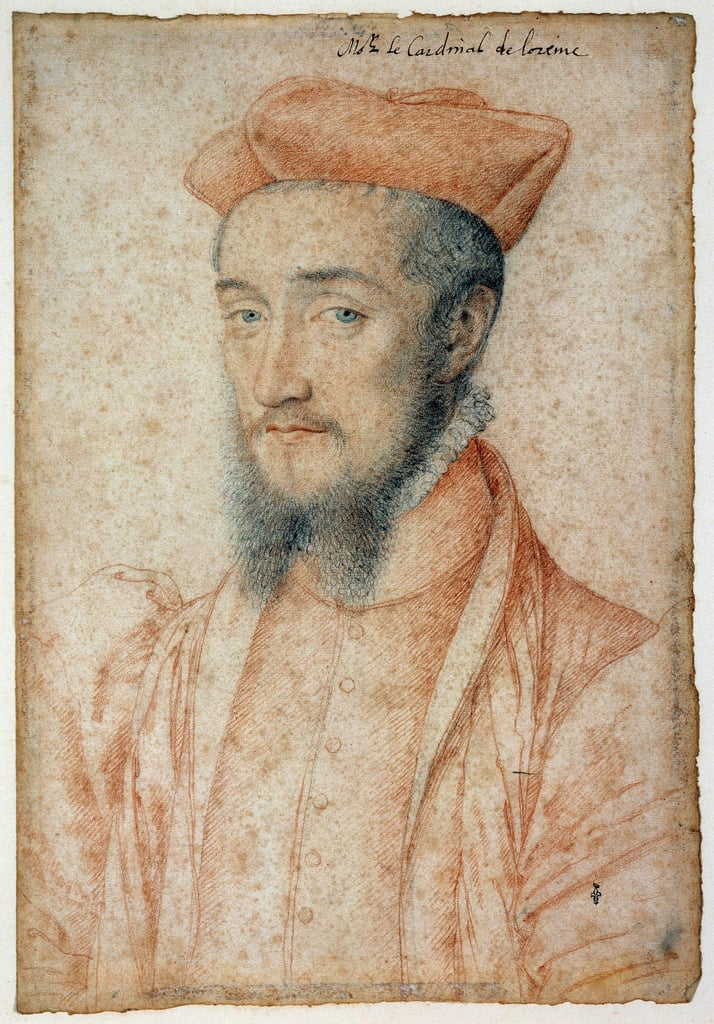
洛林樞機-夏爾，1550年由弗朗索瓦·克盧埃作畫

夏爾·德·吉斯，洛林樞機（或，1524年2月17日—1574年12月26日）是法国贵族、吉斯家族的長老，謝夫洛斯公爵兼法國的樞機，所以被慣稱為洛林樞機。他最早成名是當上家族有史以來第一個吉斯樞機，後來當他於1550年叔父過世後，夏爾也成為洛林的第二位樞機。他是大文學家拉伯雷和龍薩的保護人兼贊助者，以個性頑強且野心勃勃著稱。

## 生平

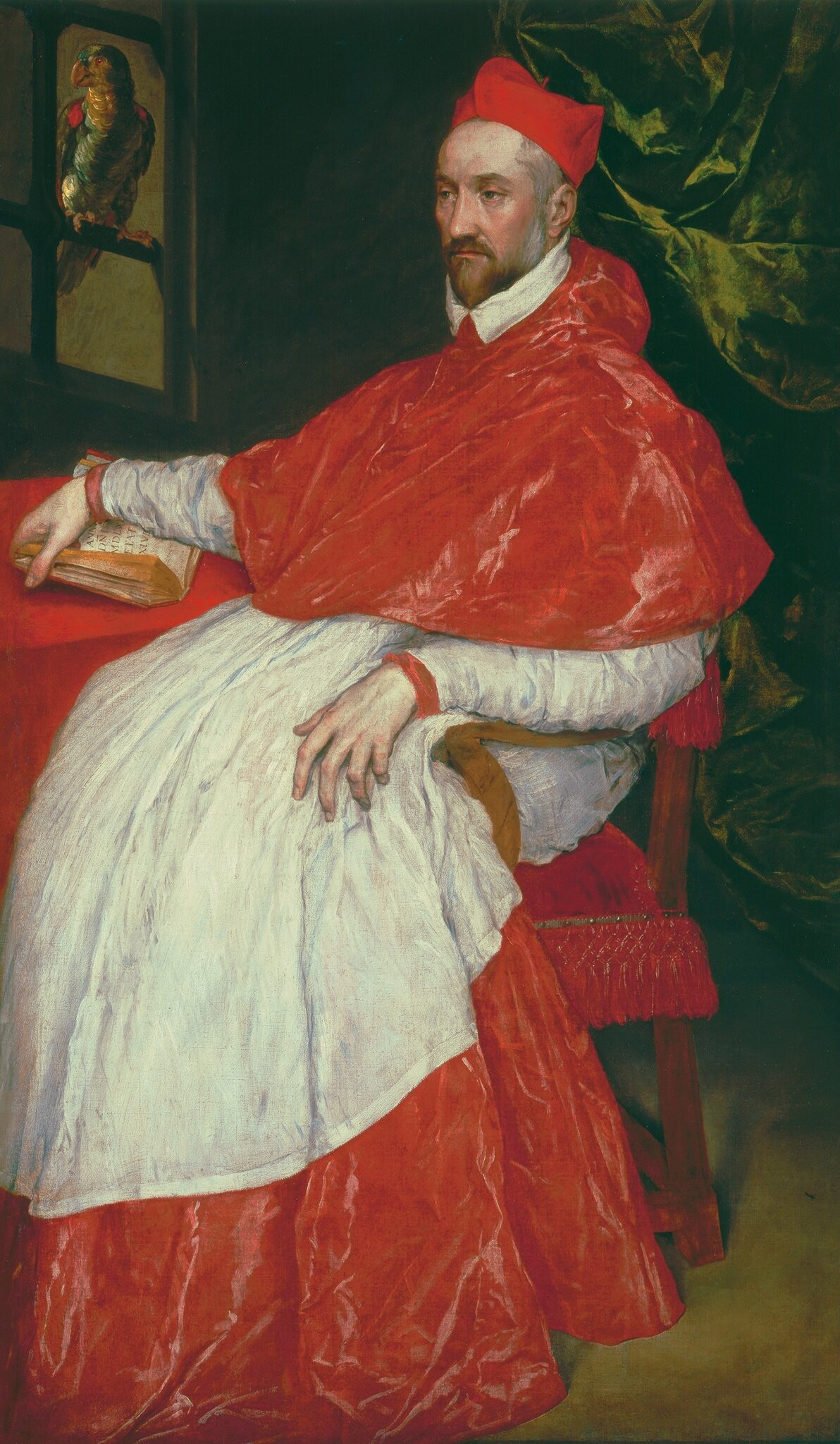
洛林樞機，由西班牙畫家艾爾·葛雷柯繪製的肖像畫

1524年夏爾出生於儒萬內爾，乃第一代吉斯公爵─洛林的克勞德之次子，其兄為「刀疤的吉斯」——法蘭索瓦，其妹瑪麗·德·吉斯為蘇格蘭國王詹姆斯五世的王后。克勞德曾任法國王家犬獵隊隊長，在16世紀上半法王法蘭西斯一世與西班牙查理五世的戰爭中，他一舉揚名。
1538年，夏爾的叔父辭去蘭斯大主教的職位，並舉薦年方14歲的姪子夏爾繼承，夏爾因此當上大主教；1547年，夏爾又獲得他叔父洛林樞機的頭銜。
他和長兄法蘭索瓦深得法王亨利二世的寵幸，國王對他們委以重權，兄弟二人在國家事務中有重要影響，其地位舉足輕重。跟作為出色軍事統帥的法蘭索瓦不同，洛林的樞機-夏爾在危險面前膽小畏縮，得志的時候則盛氣凌人，不講信用，德性敗壞，跟其兄意志堅定、驍勇善戰、氣度慷慨完全相反，但夏爾為人精明、言詞雄辯、詭計多端。有人曾這樣評價這位大主教：「儘管身為教會中人，其靈魂卻極度骯髒」。
1559年法王法蘭西斯二世即位後，夏爾全面負責國家的財政工作，其兄則負責軍事職務，兄弟倆完全掌控國家大政。1563年其兄法蘭索瓦被刺殺後，他成為吉斯家族的最高領袖，持續對抗新教徒及王太后凱薩琳的陰謀手段，並撫養幾個年幼的侄兒，如第三代吉斯公爵、路易二世、馬耶納公爵。1560年代天主教改革的特倫托會議期間，夏爾扮演了重要角色，有助於教會的革新運動。1569年在他的撮合下，法王查理九世娶了奧地利的伊莉莎白為王后。
1574年底，夏爾在亞威農去世。

## 來源
1. 1 2 3 4  巴亞爾等著，《法國史圖說》（上海：上海人民出版社，2005），頁150
2. ↑  G. de Bertier de Sauvigny著，《法國史》（台北：五南圖書出版公司，1989），頁127